# 고광명
고광명(高光明, 1961년 8월 5일 ~ )은 한국기원의 前 바둑 기사이다. 아마추어 시절 아마강자로 1988년 입단하여 1998년 은퇴하여 이후 모교인 인하대학교의 한세실업배 대학동문전에 참가하고 있다. 

## 학력
- 인하대학교

## 약력
1988년에 입단하였고, 1994년 4단을 거쳐 1998년 은퇴하였다. 

## 본선
- 1993년 12기 KBS 바둑왕전 본선